# Benjamin Franklin Medal (Royal Society of Arts)

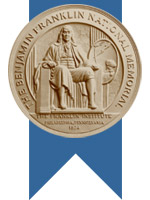
Benjamin Franklin Medal

De Britse Benjamin Franklin Medal is een onderscheiding die jaarlijks wordt uitgereikt aan individuen, groepen en organisaties die veel hebben bijgedragen aan de bevordering van de relatie tussen Groot-Brittannië en de Verenigde Staten in gebieden waar het Royal Society of Arts (RSA) zich bezighoudt. Ook wordt ze uitgereikt aan mensen die wereldwijd een grote bijdrage hebben geleverd middels samenwerking tussen Groot-Brittannië en de Verenigde Staten. De onderscheiding wordt afwisselend aan een Amerikaan en aan een Brit toegekend.
De medaille werd in 1956 ingesteld ter gelegenheid van de 250e geboortedag van Benjamin Franklin en de 200e verjaardag van zijn lidmaatschap van het RSA.
De onderscheiding is uitgereikt aan onder andere:
- Peter Ustinov (1958), acteur
- Alistair Cooke (1973), journalist
- Margot Fonteyn (1974), ballerina
- Harold Macmillan (1976), voormalig Brits premier
- David Attenborough (1990), programmamaker
- Judi Dench (2000), actrice
- Colin Powell (2003), voormalig Amerikaans minister van buitenlandse zaken
- Jonathan Ive (2004), ontwerper van Apple-producten